# Іманбаєв Асет Жумашович
Асет Жумашович Іманбаєв (каз. Әсет Жұмашұлы Иманбаев; нар. 23 вересня 1981, село Урджар, Урджарський район, Семипалатинська область, Казахська РСР, СРСР (нині Абайська область, Казахстан)) — казахський борець греко-римського стилю, разовий срібний та разовий бронзовий призер чемпіонатів світу, разовий срібний та разовий бронзовий призер чемпіонатів Азії, разовий срібний та разовий бронзовий призер Азійських ігор, разовий срібний та разовий бронзовий призер Кубків світу, учасник Олімпійських ігор.

## Життєпис
Боротьбою почав займатися з 1995 року. У 1997 році став срібним призером чемпіонату світу серед кадетів. У 1999 році здобув бронзову медаль чемпіонату Азії серед юніорів. Двічі, у 2000 та 2001 роках ставав чемпіоном світу серед юніорів.
Виступає за борцівський клуб «Даулет» Алмати. Тренер — Нургасін Риспек (з 1995).

## Спортивні результати на міжнародних змаганнях

### Виступи на Олімпіадах
| Змагання                    | Збірна    | Вагова категорія                 | Місце |
| --------------------------- | --------- | -------------------------------- | ----- |
| Літні Олімпійські ігри 2008 | Казахстан | греко-римська боротьба, до 55 кг | 14    |

### Виступи на Чемпіонатах світу
| Змагання                        | Збірна    | Вагова категорія                 | Місце |
| ------------------------------- | --------- | -------------------------------- | ----- |
| Чемпіонат світу з боротьби 2001 | Казахстан | греко-римська боротьба, до 58 кг | 21    |
| Чемпіонат світу з боротьби 2003 | Казахстан | греко-римська боротьба, до 55 кг | 27    |

### Виступи на Чемпіонатах Азії
| Змагання                       | Збірна    | Вагова категорія                 | Місце  |
| ------------------------------ | --------- | -------------------------------- | ------ |
| Чемпіонат Азії з боротьби 2003 | Казахстан | греко-римська боротьба, до 55 кг | Золото |
| Чемпіонат Азії з боротьби 2004 | Казахстан | греко-римська боротьба, до 55 кг | Золото |

### Виступи на Азійських іграх
| Змагання           | Збірна    | Вагова категорія                 | Місце  |
| ------------------ | --------- | -------------------------------- | ------ |
| Азійські ігри 2002 | Казахстан | греко-римська боротьба, до 55 кг | Золото |

### Виступи на Кубках світу
| Змагання                    | Збірна    | Вагова категорія                 | Місце  |
| --------------------------- | --------- | -------------------------------- | ------ |
| Кубок світу з боротьби 2003 | Казахстан | греко-римська боротьба, до 55 кг | Золото |

### Виступи на інших змаганнях
| Змагання                                                        | Збірна    | Вагова категорія                 | Місце  |
| --------------------------------------------------------------- | --------- | -------------------------------- | ------ |
| Міжнародний меморіал Дейва Шульца 2003                          | Казахстан | греко-римська боротьба, до 55 кг | Бронза |
| Гран-прі Німеччини з боротьби 2003                              | Казахстан | греко-римська боротьба, до 55 кг | Золото |
| Олімпійський кваліфікаційний турнір з боротьби 2004 (Новий Сад) | Казахстан | греко-римська боротьба, до 55 кг | 6      |
| Міжнародний меморіал Дейва Шульца 2008                          | Казахстан | греко-римська боротьба, до 55 кг | Золото |
| Олімпійський кваліфікаційний турнір з боротьби 2008 (Новий Сад) | Казахстан | греко-римська боротьба, до 55 кг | Золото |

### Виступи на змаганнях молодших вікових груп
| Змагання                                      | Збірна    | Вагова категорія                 | Місце  |
| --------------------------------------------- | --------- | -------------------------------- | ------ |
| Чемпіонат світу з боротьби серед кадетів 1996 | Казахстан | греко-римська боротьба, до 40 кг | 12     |
| Чемпіонат світу з боротьби серед кадетів 1997 | Казахстан | греко-римська боротьба, до 42 кг | Срібло |
| Чемпіонат світу з боротьби серед юніорів 1998 | Казахстан | греко-римська боротьба, до 49 кг | 7      |
| Чемпіонат Азії з боротьби серед юніорів 1999  | Казахстан | греко-римська боротьба, до 50 кг | Бронза |
| Чемпіонат світу з боротьби серед юніорів 1999 | Казахстан | греко-римська боротьба, до 50 кг | 12     |
| Чемпіонат світу з боротьби серед юніорів 2000 | Казахстан | греко-римська боротьба, до 54 кг | Золото |
| Чемпіонат світу з боротьби серед юніорів 2001 | Казахстан | греко-римська боротьба, до 54 кг | Золото |